# Грижа Гілмора
Гри́жа Ґі́лмора, або спорти́вна гри́жа або гри́жа спортсме́нів — патологічне ураження пахвини, притаманне спортсменам.

## Визначення
Грижа Ґілмора вперше була описана в медичній літературі в 1980 році британським хірургом Джеррі Ґілмором як притаманна спортсменам (футболістам, хокеїстам, бейсболістам тощо) патологія, ознаками якої є наявність стійкого болю в пахвинній ділянці, що провокується/індукується стереотипними для певного виду спорту рухами, розширення поверхневого пахвинного кільця та наявність низки структурно-морфологічних змін анатомічних елементів, що формують пахвинний канал (без утворення істинної грижі).

## Синоніми
Сьогодні в медичній літературі для означення цієї патології рівнозначно використовують низку термінів, а саме:

• спортивна грижа (англ. Sports hernia) 

• грижа спортсменів (англ. Sportsman's hernia)

• спортивна пубалгія (англ. Athletic pubalgia)

• хокейна пахвина (англ. Hockey groin)

• синдром хокейної пахвини (англ. Hockey groin syndrome)

• синдром хокейного кидка (англ. Slap Shot Gut)

• пахвинно-зв'язкова ентесопатія Ешбі (англ. Ashby's Inguinal Ligament Enthesopathy)

• лонно-пахвовий больовий синдром (англ. Pubic inguinal pain syndrome)

В науково-популярних виданнях і пресі, особливо українській, для означення грижі Ґілмора часто використовуються сленгові терміни «пахові кільця» (калька з рос. паховые кольца), «розтягнення паху», «розтягнення м'язів паху».

## Термінологія
Термін «грижа» стосовно цієї патології є типовим місномером — хибним терміном, який передбачає інтерпретацію, що не відповідає дійсності: тобто, при грижі Ґілмора ніколи не буває класичної ознаки істинної грижі — випинання вмісту черевної порожнини крізь її стінку. Ця патологія була означена як грижа задовго до з'ясування її справжньої природи у зв'язку з тим, що під час її хірургічного лікування було застосовано способи лікування пахвинних гриж.

## Інцидентність
Частота грижі Ґілмора є різною при занятті різними видами спорту:
- Футбол — 58 %
- Хокей — 20 %
- Американський футбол −17 %
- Баскетбол — 12 %
- Регбі — 11 %
- Легка атлетика — 6 %
- Теніс — 5 %[17].

## Передумови виникнення
Грижа Ґілмора — патологія, притаманна людям, які регулярно, як правило професійно, займаються ігровими видами спорту: футболом, хокеєм, регбі, тенісом тощо.
Передумови виникнення грижі Ґілмора пов'язані з повторюваністю притаманних для цих видів спорту рухів: перерозгинання тулуба, перевідведення і приведення стегна, ротації тазу. Такі функціональні зміни біомеханіки з часом призводять до структурної диспропорції м'язів-антагоністів: надмірного розвитку м'язів стегна при слабко розвиненій абдомінальній мускулатурі. За таких обставин під час чергового заняття спортом інтенсивне скорочення
м'язів-антагоністів спричиняє розвиток ушкоджень (розтягнення, розрив) анатомо-структурних елементів пахвинної ділянки, що супроводжується виникненням гострого болю у цій ділянці, суттєво обмежує актуальну рухову активність спортсмена і формує підґрунтя для виникнення у нього стійкого больового синдрому — грижі Ґілмора.

## Причини виникнення

Розволокнення апоневрозу зовнішнього косого м'яза живота (SIR — поверхневе пахвинне кільце, А — апоневроз зовнішнього косого м'яза живота).

Безпосередні причини розвитку грижі Ґілмора:

• порушення цільності сухожилкових з'єднань,

• розтягнення (розволокнення, надрив) апоневрозу зовнішнього косого м'яза живота (лат. - m. obliqus abdominis externus)

• розтягнення (розволокнення, надрив) апоневрозу прямого м'яза живота (лат. - m. rectus abdominis)

• розтягнення поперечної фасції (лат. - f. transversalis)

• розтягнення або вкорочення сухожилка довгого привідного м'яза стегна
(лат. - m. adductor longus femoris)

• відрив внутрішнього косого м'яза живота (лат. - m. obliqus abdominis internus) від
лонного горбка (лат. - tuberculum pubicum)

• розволокнення пахвинної зв'язки (лат. lig. inguinale)

• розширення поверхневого пахвинного кільця (лат. - anulus inguinalis superficialis)

• защемлення пахвинних нервів: n. ilioinguinalis, n. iliogipogastric, n. obturatorius, n. genitofemoralis.

## Ознаки
При грижі Ґілмора характерними ознаками є біль або дискомфорт, локалізовані у пахвині на фоні розширення поверхневого пахвинного кільця, які посилюються при типовому спортивному навантаженні і зменшуються або зникають при його припиненні. Біль у пахвинній ділянці є глибоким, хронічним, асоційованим з фізичною активністю, вщухає в спокої, посилюється при швидких рухах, сидінні, кашлі.
Цей біль, зазвичай, іррадіює в ділянку привідного м'яза стегна, корінь калитки чи в яєчка.

Під час чергового заняття спортом больовий синдром при грижі Ґілмора різко посилюється: біль стає жорстким і нестерпним. На наступний день після матчу, біль у пахвинній ділянці виникає навіть при звичних рухах (вставанні з ліжка, сіданні в автомобіль) та при навіть незначному підвищенні внутрішньочеревного тиску (кашель, чхання або спортивна діяльність).

## Діагностика

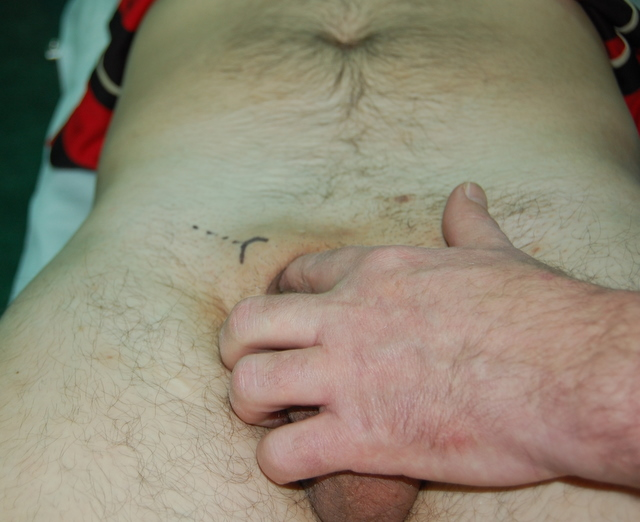
Пальцева оцінка ширини поверхневого пахвинного кільця.

Діагностика цієї патології полягає в ретельному зборі анамнезу (характер заняття спортом, травми, обставини появи болю, його характер, зв'язок з рухами, іррадіація тощо) та рутинному фізикальному обстеженні пахвинної ділянки (пальпація поверхневого пахвинного кільця, проведення кашльової та рухових проб, визначення тонусу аддукторів). Констатація пахвинного болю на фоні розширеного поверхневого пахвинного кільця за відсутності ознак іншої патології є підставою для встановлення діагнозу грижі Ґілмора.

Проте в більшості випадків для виключення інших захворювань, проявом яких може бути біль у пахвині, для диференційної діагностики рекомендованими є додаткові методи досліджень, а саме: ультрасонографія, дослідження нервової провідності, рентґенографія, комп'ютерна томографія, магнітно-резонансна томографія тазу, радіоізотопне сканування кісток тазу (технецій 99, метилен дифосфат).

## Диференційна діагностика
При підозрінні на грижу Ґілмора у пацієнтів слід заперечити цілу низку інших захворювань, при яких одним з провідних симптомів є біль у пахвинній ділянці, а саме:

• розтягнення прямого м'яза стегна (лат. m.rectus femoris)

• розтягнення клубово-поперековго м'яза (лат. m. Iliopsoas)

• остеонекроз головки стегнової кістки

• стресовий перелом шийки стегна або лонної кістки

• кульшовий бурсит

• лонний остеїт

• защемлення міжхребцевих нервів поперекового відділу хребта

• пошкодження кульшової губи

• низку абдомінальних і сечо-статевих захворювань.

## Лікування
На початкових стадіях грижі Ґілмора пацієнти підлягають консервативному лікуванню, що включає застосування місцевих анестетиків (бупівакаїн, лідокаїн), нестероїдних протизапальних (ібупрофен, напроксен) чи стероїдних препаратів, електростимуляцію нервів, лазеротерапію, фізіотерапевтичні процедури, терапію компресійним одягом, лікувальну фізкультуру та масаж. Проте, консервативне лікування дозволяє лише стабілізувати стан хворих, не вирішуючи суті проблеми. Тому радикальним способом лікування грижі Ґілмора є хірургічне втручання, суть якого полягає в оперативному відновленні анатомічної структури пахвинної ділянки, укріпленні стінок пахвинного каналу та декомпресії нервів. Застосовуються лапараскопічні (з використанням алотрансплантатів) та відкриті методики операцій, хоча більшість авторів наголошують на тому, що відкриті оперативні втручання дають змогу здійснити ретельнішу ревізію пахвинної ділянки і, відповідно прецизійніше відновити її структуру. 

Найчастіше з відкритих оперативних втручань використовуються операції: Ґілмора (англ. - Gilmore), Мейєрса (англ. Meyers), Брауна (англ. - Brown) та Мускавек (нім. - Muschaweck). У 30 % хворих відкриті операції доповнюються виконанням тенотомії аддукторів (для зменшення натягу).
При рефрактерному до консервативної терапії больовому синдромі з ознаками посттравматичного «захоплення» рубцевою тканиною n. Ilioinguinalis (англ. - nerve entrapment), спричиненого втягненням зазначеного нерву в масивний площинний процес рубцювання розірваних країв апоневрозу m.obliquus externus abdominis, хворим рекомендовано іліоінгвінальну невректомію або операція Герича.

Загалом ефективність хірургічного лікування СПБС за даними літератури становить від 62 % до 100 % і залежить від точності діагностики, ретельності відновлення анатомічної структури і повноцінної реабілітації (термін повернення до активного спорту від 4 тижнів до 6 місяців).